# Nauviale
Nauviale é uma comuna francesa na região administrativa de Occitânia, no departamento de Aveyron. Estende-se por uma área de 26,19 km². Em 2010 a comuna tinha 593 habitantes (densidade: 22,6 hab./km²).